# Puchar Świata w biegach narciarskich 2002/2003
Sezon 2002/2003 Pucharu Świata w biegach narciarskich rozpoczął się 26 października 2002 w niemieckim Düsseldorfie, jednak regularne starty zawodnicy zaczęli 23 listopada w szwedzkim mieście Kiruna. Ostatnie zawody z tego cyklu rozegrano 23 marca 2003 w szwedzkim Falun.
Puchar Świata rozegrany został w 9 krajach i 19 miastach. Najwięcej zawodów zorganizowali Włosi oraz Szwedzi, którzy po 5 razy gościli najlepszych biegaczy narciarskich świata.
Obrońcą Pucharu Świata wśród mężczyzn był Szwed Per Elofsson, a wśród kobiet Norweżka Bente Skari.
W tym sezonie w pucharze świata triumfowała ponownie Bente Skari wśród kobiet oraz Mathias Fredriksson wśród mężczyzn.

## Kalendarz i wyniki

### Mężczyźni
| 1.  | 26 października 2002 | Düsseldorf    | Sprint s. dowolny                                                                                 | Peter Larsson                                                                                     | Thobias Fredriksson                                                                               | Tor Arne Hetland                                                                                  |                                                                                                   |                                                                                                   |
| 2.  | 27 października 2003 | Düsseldorf    | Sprint drużynowy s. dowolny                                                                       | Zawody odwołane                                                                                   | Zawody odwołane                                                                                   | Zawody odwołane                                                                                   |                                                                                                   |                                                                                                   |
| 3.  | 23 listopada 2002    | Kiruna        | 10 km s. dowolny                                                                                  | Vincent Vittoz                                                                                    | Pietro Piller Cottrer                                                                             | Fulvio Valbusa                                                                                    |                                                                                                   |                                                                                                   |
| 4.  | 24 listopada 2002    | Kiruna        | Sztafeta 4 × 10 km                                                                                | Włochy Giorgio Di Centa · Fulvio Valbusa · Pietro Piller Cottrer · Cristian Zorzi                 | Norwegia Kristen Skjeldal · Anders Aukland · Tor Arne Hetland · Thomas Alsgaard                   | Niemcy Andreas Schlütter · Axel Teichmann · Tobias Angerer · René Sommerfeldt                     |                                                                                                   |                                                                                                   |
| 5.  | 30 listopada 2002    | Ruka          | 10 km s. klasyczny                                                                                | Wasilij Roczew                                                                                    | Lukáš Bauer                                                                                       | Axel Teichmann                                                                                    |                                                                                                   |                                                                                                   |
| 6.  | 1 grudnia 2002       | Ruka          | Sztafeta mieszana 2 × 5 km (K) i 2 × 10 km(M)                                                     | Finlandia Annmari Viljanmaa · Ari Palolahti · Pirjo Manninen · Teemu Kattilakoski                 | Finlandia II Kirsi Välimaa · Kuisma Taipale · Riitta Liisa Roponen · Sami Jauhojärvi              | Włochy Gabriella Paruzzi · Fulvio Valbusa · Sabina Valbusa · Pietro Piller Cottrer                |                                                                                                   |                                                                                                   |
| 7.  | 7 grudnia 2002       | Davos         | 15 km s. dowolny                                                                                  | Mathias Fredriksson                                                                               | Vincent Vittoz                                                                                    | Fulvio Valbusa                                                                                    |                                                                                                   |                                                                                                   |
| 8.  | 8 grudnia 2002       | Davos         | Sztafeta 4 × 10 km                                                                                | Norwegia II Anders Aukland · Tore Bjonviken · Tor Arne Hetland · Thomas Alsgaard                  | Włochy Giorgio Di Centa · Freddy Schwienbacher · Pietro Piller Cottrer · Cristian Zorzi           | Norwegia I Odd-Bjørn Hjelmeset · Frode Estil · Kristen Skjeldal · Espen Bjervig                   |                                                                                                   |                                                                                                   |
| 9.  | 11 grudnia 2002      | Clusone       | Sprint s. dowolny                                                                                 | Tor Arne Hetland                                                                                  | René Sommerfeldt                                                                                  | Anders Högberg                                                                                    |                                                                                                   |                                                                                                   |
| 10. | 14 grudnia 2002      | Cogne         | 30 km s. klasyczny (start masowy)                                                                 | Frode Estil                                                                                       | Anders Aukland                                                                                    | Mathias Fredriksson                                                                               |                                                                                                   |                                                                                                   |
| 11. | 15 grudnia 2002      | Cogne         | Sprint s. klasyczny                                                                               | Tor Arne Hetland                                                                                  | Lauri Pyykönen                                                                                    | Kristen Skjeldal                                                                                  |                                                                                                   |                                                                                                   |
| 12. | 19 grudnia 2002      | Linz          | Sprint s. dowolny                                                                                 | Mikael Östberg                                                                                    | Thobias Fredriksson                                                                               | Cristian Zorzi                                                                                    |                                                                                                   |                                                                                                   |
| 13. | 21 grudnia 2002      | Ramsau        | 20 km s. dowolny                                                                                  | Axel Teichmann                                                                                    | Anders Södergren                                                                                  | Tobias Angerer                                                                                    |                                                                                                   |                                                                                                   |
| 14. | 4 stycznia 2003      | Kawgołowo     | 10 km s. dowolny                                                                                  | René Sommerfeldt                                                                                  | Mathias Fredriksson                                                                               | Axel Teichmann                                                                                    |                                                                                                   |                                                                                                   |
| 15. | 5 stycznia 2003      | Kawgołowo     | Sprint drużynowy                                                                                  | Zawody przeniesiono do Asiago                                                                     | Zawody przeniesiono do Asiago                                                                     | Zawody przeniesiono do Asiago                                                                     |                                                                                                   |                                                                                                   |
| 16. | 12 stycznia 2003     | Otepää        | Sprint s. klasyczny                                                                               | Zawody przeniesiono do Drammen                                                                    | Zawody przeniesiono do Drammen                                                                    | Zawody przeniesiono do Drammen                                                                    |                                                                                                   |                                                                                                   |
| 17. | 12 stycznia 2003     | Otepää        | 30 km s. klasyczny (start masowy)                                                                 | Jörgen Brink                                                                                      | Anders Aukland                                                                                    | Andrus Veerpalu                                                                                   |                                                                                                   |                                                                                                   |
| 18. | 18 stycznia 2003     | Nové Město    | 15 km s. dowolny                                                                                  | Lukáš Bauer                                                                                       | Christian Hoffmann                                                                                | Per Elofsson                                                                                      |                                                                                                   |                                                                                                   |
| 19. | 19 stycznia 2003     | Nové Město    | Sztafeta 4 × 10 km                                                                                | Norwegia Anders Aukland · Frode Estil · Tore Ruud Hofstad · Thomas Alsgaard                       | Włochy Giorgio Di Centa · Fulvio Valbusa · Cristian Zorzi · Freddy Schwienbacher                  | Niemcy Jens Filbrich · Andreas Schlütter · Tobias Angerer · Andreas Stitzl                        |                                                                                                   |                                                                                                   |
| 20. | 25 stycznia 2003     | Oberhof       | 15 km s. klasyczny (start masowy)                                                                 | Mathias Fredriksson                                                                               | Reto Burgermeister                                                                                | Frode Estil                                                                                       |                                                                                                   |                                                                                                   |
| 21. | 26 stycznia 2003     | Oberhof       | Sprint drużynowy                                                                                  | Włochy Giorgio Di Centa · Cristian Zorzi                                                          | Niemcy René Sommerfeldt · Tobias Angerer                                                          | Norwegia Jens Arne Svartedal · Thomas Alsgaard                                                    |                                                                                                   |                                                                                                   |
| 21. | 12 lutego 2003       | Reit im Winkl | Sprint s. klasyczny                                                                               | Cristian Zorzi                                                                                    | Jörgen Brink                                                                                      | Tobias Angerer                                                                                    |                                                                                                   |                                                                                                   |
| 22. | 14 lutego 2003       | Asiago        | Sprint drużynowy s. dowolny                                                                       | Włochy I Giorgio Di Centa · Cristian Zorzi                                                        | Niemcy II René Sommerfeldt · Tobias Angerer                                                       | Włochy II Renato Pasini · Freddy Schwienbacher                                                    |                                                                                                   |                                                                                                   |
| 23. | 15 lutego 2003       | Asiago        | 10 km s. klasyczny                                                                                | Andrus Veerpalu                                                                                   | Frode Estil                                                                                       | Fulvio Valbusa                                                                                    |                                                                                                   |                                                                                                   |
| MŚ  |                      | Val di Fiemme | Biegi narciarskie na Mistrzostwach Świata w Narciarstwie Klasycznym 2003 18 lutego - 1 marca 2003 | Biegi narciarskie na Mistrzostwach Świata w Narciarstwie Klasycznym 2003 18 lutego - 1 marca 2003 | Biegi narciarskie na Mistrzostwach Świata w Narciarstwie Klasycznym 2003 18 lutego - 1 marca 2003 | Biegi narciarskie na Mistrzostwach Świata w Narciarstwie Klasycznym 2003 18 lutego - 1 marca 2003 | Biegi narciarskie na Mistrzostwach Świata w Narciarstwie Klasycznym 2003 18 lutego - 1 marca 2003 | Biegi narciarskie na Mistrzostwach Świata w Narciarstwie Klasycznym 2003 18 lutego - 1 marca 2003 |
| 24. | 6 marca 2003         | Oslo          | Sprint s. klasyczny                                                                               | Håvard Bjerkeli                                                                                   | Lauri Pyykönen                                                                                    | Thobias Fredriksson                                                                               |                                                                                                   |                                                                                                   |
| 25. | 8 marca 2003         | Oslo          | 50 km s. klasyczny                                                                                | Andrus Veerpalu                                                                                   | Anders Aukland                                                                                    | Andriej Nutrichin                                                                                 |                                                                                                   |                                                                                                   |
| 26. | 11 marca 2003        | Drammen       | Sprint s. dowolny                                                                                 | Jens Arne Svartedal                                                                               | Keijo Kurttila                                                                                    | Thobias Fredriksson                                                                               |                                                                                                   |                                                                                                   |
| 27. | 16 marca 2003        | Lahti         | 15 km s. dowolny                                                                                  | Mathias Fredriksson                                                                               | Lukáš Bauer                                                                                       | Pietro Piller Cottrer                                                                             |                                                                                                   |                                                                                                   |
| 28. | 20 marca 2003        | Borlänge      | Sprint s. dowolny                                                                                 | Thobias Fredriksson                                                                               | Peter Larsson                                                                                     | Cristian Zorzi                                                                                    |                                                                                                   |                                                                                                   |
| 29. | 22 marca 2003        | Falun         | 20 km s. dowolny                                                                                  | Mathias Fredriksson                                                                               | Frode Estil                                                                                       | Jörgen Brink                                                                                      |                                                                                                   |                                                                                                   |
| 30. | 23 marca 2003        | Falun         | Sztafeta 4 × 10 km                                                                                | Szwecja Lars Carlsson · Mathias Fredriksson · Anders Södergren · Jörgen Brink                     | Włochy I Giorgio Di Centa · Fulvio Valbusa · Pietro Piller Cottrer · Cristian Zorzi               | Niemcy Jens Filbrich · Andreas Schlütter · René Sommerfeldt · Axel Teichmann                      |                                                                                                   |                                                                                                   |

### Kobiety
| 1.  | 26 października 2002 | Düsseldorf    | Sprint s. dowolny                                                                                 | Marit Bjørgen                                                                                     | Gabriella Paruzzi                                                                                 | Anita Moen                                                                                        |                                                                                                   |                                                                                                   |
| 2.  | 27 października 2003 | Düsseldorf    | Sprint drużynowy s. dowolny                                                                       | Zawody odwołane                                                                                   | Zawody odwołane                                                                                   | Zawody odwołane                                                                                   |                                                                                                   |                                                                                                   |
| 3.  | 23 listopada 2002    | Kiruna        | 5 km s. dowolny                                                                                   | Kristina Šmigun                                                                                   | Evi Sachenbacher                                                                                  | Claudia Künzel                                                                                    |                                                                                                   |                                                                                                   |
| 4.  | 24 listopada 2002    | Kiruna        | Sztafeta 4 × 5 km                                                                                 | Norwegia Anita Moen · Bente Skari · Maj Helen Sorkmo · Vibeke Skofterud                           | Niemcy Manuela Henkel · Viola Bauer · Claudia Künzel · Evi Sachenbacher                           | Włochy Magda Genuin · Gabriella Paruzzi · Arianna Follis · Sabina Valbusa                         |                                                                                                   |                                                                                                   |
| 5.  | 30 listopada 2002    | Ruka          | 10 km s. klasyczny                                                                                | Bente Skari                                                                                       | Kristina Šmigun                                                                                   | Lilia Wasiliewa                                                                                   |                                                                                                   |                                                                                                   |
| 6.  | 1 grudnia 2002       | Ruka          | Sztafeta mieszana 2 × 5 km (K) i 2 × 10 km(M)                                                     | Finlandia Annmari Viljanmaa · Ari Palolahti · Pirjo Manninen · Teemu Kattilakoski                 | Finlandia II Kirsi Välimaa · Kuisma Taipale · Riitta Liisa Roponen · Sami Jauhojärvi              | Włochy Gabriella Paruzzi · Fulvio Valbusa · Sabina Valbusa · Pietro Piller Cottrer                |                                                                                                   |                                                                                                   |
| 7.  | 7 grudnia 2002       | Davos         | 10 km s. dowolny                                                                                  | Bente Skari                                                                                       | Kristina Šmigun                                                                                   | Gabriella Paruzzi                                                                                 |                                                                                                   |                                                                                                   |
| 8.  | 8 grudnia 2002       | Davos         | Sztafeta 4 × 5 km                                                                                 | Norwegia Vibeke Skofterud · Bente Skari · Hilde G. Pedersen · Maj Helen Sorkmo                    | Rosja Olga Zawjałowa · Lilia Wasiliewa · Jewgienija Miedwiediewa · Nina Gawriluk                  | Niemcy Manuela Henkel · Viola Bauer · Evi Sachenbacher · Claudia Künzel                           |                                                                                                   |                                                                                                   |
| 9.  | 11 grudnia 2002      | Clusone       | Sprint s. dowolny                                                                                 | Marit Bjørgen                                                                                     | Claudia Künzel                                                                                    | Maj Helen Sorkmo                                                                                  |                                                                                                   |                                                                                                   |
| 10. | 14 grudnia 2002      | Cogne         | 15 km s. klasyczny (start masowy)                                                                 | Bente Skari                                                                                       | Kristina Šmigun                                                                                   | Anita Moen                                                                                        |                                                                                                   |                                                                                                   |
| 11. | 15 grudnia 2002      | Cogne         | Sprint s. klasyczny                                                                               | Bente Skari                                                                                       | Marit Bjørgen                                                                                     | Hilde G. Pedersen                                                                                 |                                                                                                   |                                                                                                   |
| 12. | 19 grudnia 2002      | Linz          | Sprint s. dowolny                                                                                 | Pirjo Manninen                                                                                    | Hilde G. Pedersen                                                                                 | Beckie Scott                                                                                      |                                                                                                   |                                                                                                   |
| 13. | 21 grudnia 2002      | Ramsau        | 10 km s. dowolny                                                                                  | Bente Skari                                                                                       | Marit Bjørgen                                                                                     | Kristina Šmigun                                                                                   |                                                                                                   |                                                                                                   |
| 14. | 4 stycznia 2003      | Kawgołowo     | 5 km s. dowolny                                                                                   | Kristina Šmigun                                                                                   | Sabina Valbusa                                                                                    | Gabriella Paruzzi                                                                                 |                                                                                                   |                                                                                                   |
| 15. | 5 stycznia 2003      | Kawgołowo     | Sprint drużynowy                                                                                  | Zawody przeniesiono do Asiago                                                                     | Zawody przeniesiono do Asiago                                                                     | Zawody przeniesiono do Asiago                                                                     |                                                                                                   |                                                                                                   |
| 16. | 12 stycznia 2003     | Otepää        | Sprint s. klasyczny                                                                               | Zawody przeniesiono do Drammen                                                                    | Zawody przeniesiono do Drammen                                                                    | Zawody przeniesiono do Drammen                                                                    |                                                                                                   |                                                                                                   |
| 17. | 12 stycznia 2003     | Otepää        | 15 km s. klasyczny (start masowy)                                                                 | Bente Skari                                                                                       | Kristina Šmigun                                                                                   | Kaisa Varis                                                                                       |                                                                                                   |                                                                                                   |
| 18. | 18 stycznia 2003     | Nové Město    | 10 km s. dowolny                                                                                  | Bente Skari                                                                                       | Gabriella Paruzzi                                                                                 | Kristina Šmigun                                                                                   |                                                                                                   |                                                                                                   |
| 19. | 19 stycznia 2003     | Nové Město    | Sztafeta 4 × 5 km                                                                                 | Niemcy Manuela Henkel · Viola Bauer · Evi Sachenbacher · Claudia Künzel                           | Norwegia Anita Moen · Marit Bjørgen · Kristin Størmer Steira · Hilde G. Pedersen                  | Finlandia Kirsi Välimaa · Aino-Kaisa Saarinen · Elina Hietamäki · Kaisa Varis                     |                                                                                                   |                                                                                                   |
| 20. | 25 stycznia 2003     | Oberhof       | 10 km s. klasyczny (start masowy)                                                                 | Bente Skari                                                                                       | Hilde G. Pedersen                                                                                 | Kaisa Varis                                                                                       |                                                                                                   |                                                                                                   |
| 21. | 26 stycznia 2003     | Oberhof       | Sprint drużynowy                                                                                  | Norwegia Anita Moen · Hilde G. Pedersen                                                           | Niemcy III Manuela Henkel · Claudia Künzel                                                        | Niemcy II Stefanie Böhler · Viola Bauer                                                           |                                                                                                   |                                                                                                   |
| 21. | 12 lutego 2003       | Reit im Winkl | Sprint s. klasyczny                                                                               | Marit Bjørgen                                                                                     | Evi Sachenbacher                                                                                  | Sabina Valbusa                                                                                    |                                                                                                   |                                                                                                   |
| 22. | 14 lutego 2003       | Asiago        | Sprint drużynowy s. dowolny                                                                       | Niemcy II Evi Sachenbacher · Claudia Künzel                                                       | Rosja II Natalia Korostielowa · Alona Sidko                                                       | Włochy Arianna Follis · Karin Moroder                                                             |                                                                                                   |                                                                                                   |
| 23. | 15 lutego 2003       | Asiago        | 5 km s. klasyczny                                                                                 | Bente Skari                                                                                       | Beckie Scott                                                                                      | Olga Zawjałowa                                                                                    |                                                                                                   |                                                                                                   |
| MŚ  |                      | Val di Fiemme | Biegi narciarskie na Mistrzostwach Świata w Narciarstwie Klasycznym 2003 18 lutego - 1 marca 2003 | Biegi narciarskie na Mistrzostwach Świata w Narciarstwie Klasycznym 2003 18 lutego - 1 marca 2003 | Biegi narciarskie na Mistrzostwach Świata w Narciarstwie Klasycznym 2003 18 lutego - 1 marca 2003 | Biegi narciarskie na Mistrzostwach Świata w Narciarstwie Klasycznym 2003 18 lutego - 1 marca 2003 | Biegi narciarskie na Mistrzostwach Świata w Narciarstwie Klasycznym 2003 18 lutego - 1 marca 2003 | Biegi narciarskie na Mistrzostwach Świata w Narciarstwie Klasycznym 2003 18 lutego - 1 marca 2003 |
| 24. | 6 marca 2003         | Oslo          | Sprint s. klasyczny                                                                               | Bente Skari                                                                                       | Manuela Henkel                                                                                    | Kirsi Välimaa                                                                                     |                                                                                                   |                                                                                                   |
| 25. | 8 marca 2003         | Oslo          | 30 km s. klasyczny                                                                                | Bente Skari                                                                                       | Annmari Viljanmaa                                                                                 | Aino-Kaisa Saarinen                                                                               |                                                                                                   |                                                                                                   |
| 26. | 11 marca 2003        | Drammen       | Sprint s. dowolny                                                                                 | Bente Skari                                                                                       | Manuela Henkel                                                                                    | Virpi Kuitunen                                                                                    |                                                                                                   |                                                                                                   |
| 27. | 16 marca 2003        | Lahti         | 10 km s. dowolny                                                                                  | Gabriella Paruzzi                                                                                 | Olga Zawjałowa                                                                                    | Bente Skari                                                                                       |                                                                                                   |                                                                                                   |
| 28. | 20 marca 2003        | Borlänge      | Sprint s. dowolny                                                                                 | Bente Skari                                                                                       | Beckie Scott                                                                                      | Marit Bjørgen                                                                                     |                                                                                                   |                                                                                                   |
| 29. | 22 marca 2003        | Falun         | 10 km s. dowolny                                                                                  | Bente Skari                                                                                       | Evi Sachenbacher                                                                                  | Olga Zawjałowa                                                                                    |                                                                                                   |                                                                                                   |
| 30. | 23 marca 2003        | Falun         | Sztafeta 4 × 5 km                                                                                 | Niemcy Manuela Henkel · Viola Bauer · Claudia Künzel · Evi Sachenbacher                           | Norwegia Anita Moen · Hilde G. Pedersen · Kristin Størmer Steira · Bente Skari                    | Włochy Sabina Valbusa · Gabriella Paruzzi · Antonella Confortola · Arianna Follis                 |                                                                                                   |                                                                                                   |

## Klasyfikacje

### Mężczyźni
| Lp.   | Zawodnik            | Punkty |
| 1.    | Mathias Fredriksson | 876    |
| 2.    | René Sommerfeldt    | 589    |
| 3.    | Jörgen Brink        | 441    |
| =.    | Axel Teichmann      | 441    |
| 5.    | Lukáš Bauer         | 429    |
| 6.    | Frode Estil         | 414    |
| 7.    | Andrus Veerpalu     | 370    |
| 8.    | Vincent Vittoz      | 352    |
| 9.    | Tor Arne Hetland    | 340    |
| =.    | Anders Aukland      | 340    |
| . . . |                     |        |
| 56.   | Janusz Krężelok     | 79     |
| 109.  | Maciej Kreczmer     | 10     |

| Lp.   | Zawodnik            | Punkty |
| 1.    | Thobias Fredriksson | 416    |
| 2.    | Tor Arne Hetland    | 391    |
| 3.    | Lauri Pyykönen      | 280    |
| 4.    | Jörgen Brink        | 279    |
| 5.    | Cristian Zorzi      | 276    |
| 6.    | Håvard Bjerkeli     | 267    |
| 7.    | Peter Larsson       | 248    |
| 8.    | Jens Arne Svartedal | 215    |
| 9.    | Mikael Östberg      | 195    |
| =.    | René Sommerfeldt    | 195    |
| . . . |                     |        |
| 23.   | Janusz Krężelok     | 79     |
| 57.   | Maciej Kreczmer     | 10     |

### Kobiety
| Lp.   | Zawodniczka        | Punkty |
| 1.    | Bente Skari        | 1392   |
| 2.    | Kristina Šmigun    | 834    |
| 3.    | Gabriella Paruzzi  | 713    |
| 4.    | Evi Sachenbacher   | 667    |
| 5.    | Hilde G. Pedersenn | 543    |
| 6.    | Marit Bjørgen      | 508    |
| 7.    | Claudia Künzel     | 446    |
| 8.    | Sabina Valbusa     | 427    |
| 9.    | Beckie Scott       | 405    |
| 10.   | Anita Moen         | 398    |
| . . . |                    |        |
| 88.   | Justyna Kowalczyk  | 8      |

| Lp.   | Zawodniczka        | Punkty |
| 1.    | Marit Bjørgen      | 485    |
| 2.    | Bente Skari        | 410    |
| 3.    | Pirjo Manninen     | 292    |
| 4.    | Manuela Henkel     | 276    |
| 5.    | Anita Moen         | 263    |
| 6.    | Hilde G. Pedersenn | 248    |
| 7.    | Claudia Künzel     | 230    |
| 8.    | Maj Helen Sorkmo   | 196    |
| 9.    | Evi Sachenbacher   | 190    |
| 10.   | Beckie Scott       | 181    |
| . . . |                    |        |
| 61.   | Justyna Kowalczyk  | 8      |

## Wyniki Polaków

### Kobiety
| Zawodnik          | Düsseldorf 26.10 | Kiruna 23.11 | Ruka 30.11 | Davos 7.12 | Clusone 11.12 | Cogne 14.12 | Cogne 15.12 | Linz 19.12 | Ramsau 21.12 | Kawgołowo 4.01 | Otepää 12.01 | Nové Město 18.01 | Oberhof 25.01 | Reit im Winkl 12.02 | Asiago 15.02 | Val di Fiemme MŚ 18.02 | Val di Fiemme MŚ 20.02 | Val di Fiemme MŚ 22.02 | Val di Fiemme MŚ 26.02 | Val di Fiemme MŚ 28.03 | Oslo 6.03 | Oslo 8.03 | Drammen 11.03 | Lahti 16.03 | Borlänge 20.03 | Falun 22.03 |
| ----------------- | ---------------- | ------------ | ---------- | ---------- | ------------- | ----------- | ----------- | ---------- | ------------ | -------------- | ------------ | ---------------- | ------------- | ------------------- | ------------ | ---------------------- | ---------------------- | ---------------------- | ---------------------- | ---------------------- | --------- | --------- | ------------- | ----------- | -------------- | ----------- |
| Justyna Kowalczyk | -                | 57           | -          | 66         | 38            | -           | 31          | 29         | 41           | 47             | 50           | -                | -             | -                   | -            | -                      | 48                     | -                      | 31                     | -                      | 34        | -         | 25            | -           | -              | -           |

### Mężczyźni
| Zawodniczka     | Düsseldorf 26.10 | Kiruna 23.11 | Ruka 30.11 | Davos 7.12 | Clusone 11.12 | Cogne 14.12 | Cogne 15.12 | Linz 19.12 | Ramsau 21.12 | Kawgołowo 4.01 | Otepää 12.01 | Nové Město 18.01 | Oberhof 25.01 | Reit im Winkl 12.02 | Asiago 15.02 | Val di Fiemme MŚ 19.02 | Val di Fiemme MŚ 21.02 | Val di Fiemme MŚ 23.02 | Val di Fiemme MŚ 26.02 | Val di Fiemme MŚ 1.03 | Oslo 6.03 | Oslo 8.03 | Drammen 11.03 | Lahti 16.03 | Borlänge 20.03 | Falun 22.03 |
| --------------- | ---------------- | ------------ | ---------- | ---------- | ------------- | ----------- | ----------- | ---------- | ------------ | -------------- | ------------ | ---------------- | ------------- | ------------------- | ------------ | ---------------------- | ---------------------- | ---------------------- | ---------------------- | --------------------- | --------- | --------- | ------------- | ----------- | -------------- | ----------- |
| Janusz Krężelok | -                | 75           | -          | -          | 16            | -           | 8           | 37         | 42           | 57             | 46           | -                | -             | 20                  | -            | -                      | 59                     | -                      | 21                     | -                     | 22        | -         | -             | -           | -              | -           |
| Maciej Kreczmer | -                | 98           | -          | 90         | 38            | -           | 21          | 57         | -            | 63             | dnf          | -                | -             | 38                  | -            | -                      | 61                     | -                      | 36                     | -                     | -         | -         | -             | -           | -              | -           |